# Музей боевой славы (Полоцк)
Музей боевой славы (бел. Музей баявой славы) - музей в г. Полоцк, посвящённый событиям Великой Отечественной войны. Значительное место в экспозиции музея занимают материалы, рассказывающие о полочанах — Героях Советского Союза.

## История
Музей был создан в 1971 году по инициативе сотрудников Полоцкого краеведческого музея О. И. Третьяковой и В. А. Куприянова. В 1985 году была проведена реэкспозиция, и 7 мая 1985 года музей был вновь открыт для посетителей. С 2001 года Музей боевой славы преобразован в филиал Национального Полоцкого историко-культурного музея заповедника.

## Концепция
Музей раскрывает историю Полоцкого укрепленного района, обороны Полоцка (27 июня — 16 июля 1941 года), жизнь города в период оккупации (июль 1941 — июль 1944 годов), деятельность подпольных организаций и партизанское движение в Полоцко-Лепельской партизанской зоне, участие полочан в сражениях Великой Отечественной войны, Полоцкой наступательной операции 28 июня — 4 июля 1944 года.

## Экспозиция
Экспозиция музея включает 486 предметов основного и 618 предметов научно-вспомогательного фондов. Экспозиционная площадь — 304 м кв. Среди экспонатов музея — предметы боевой экипировки ДОТов Полоцкого укрепленного района, боевое оружие.